# 马西莫·卡瓦列雷
马西莫·卡瓦列雷（義大利語：Massimo Cavaliere，1962年11月21日—），意大利击剑运动员。他曾代表意大利参加1988年夏季奥林匹克运动会击剑比赛，结果获得男子团体佩剑项目的铜牌。